# جونگچون
پادشاه جونگچون (کره‌ای: 중천태왕؛ زاده:۲۲۴، سلطنت:۲۴۸–۲۷۰ میلادی)، دوازدهمین امپراتور گوگوریو، شمالی‌ترین در میان سه پادشاهی کره، بود. او همچنین پادشاه جونگ‌یانگ نیز شناخته می‌شود. وی پادشاهی بزرگ، خوش‌قیافه، برجسته و خردمند بود. جونگچون سپس مدت‌ها بعد از دنیا رفت و در آرامگاه اجدادی اش دفن شد.
در همان سال‌های به تخت نشستن جونگچون دو برادر دیگرش یه‌مول و ساگو شورشی را شروع کردند اما توسط پادشاه جونگچون شکست خوردند و اعدام شدند. از دستاوردهای مهم او این بود که ارتش قدرتمند و چندین برابر بزرگتر سلسله وی را شکست داد.

## سابقه و بدست آوردن تخت پادشاهی
جونگچون، پسر پادشاه دونگچون بود و در ۱۷ اُمین سال حکومت پدرش به عنوان وارث تاج و تخت او معرفی گردید. جونگچون، در سال ۲۴۸ میلادی پس از مرگ پدرش به سلطنت رسید.

## حکومت

### مرگ و میر در خانواده سلطنتی
در ۱۱ امین ماه همان سال، برادران کوچکترش، «یه‌مول» و «ساگو» و سایر افرادی که هویت آنها کشف شد، به او خیانت کردند، اما دستگیر و سپس اعدام شدند.
او با «بانو یوانا»، که احتمالاً از «قبیله یوانا» بود، ازدواج کرد. در سال ۲۵۱ میلادی ملکه به دلیل حسادت، همسر مورد علاقه پادشاه، «بانو گوانا» را در دریای زرد غرق کرد. در سال ۲۵۵ میلادی، جونگچون پسرش (پادشاه سوچون) را به عنوان وارث تاج و تخت خود معرفی نمود.

### جنگ با وی
در سال ۲۵۹ میلادی ژنرال «وی چیجی» از کشور «کائو وی» با ارتش تحت فرمانش به گوگوریو حمله کرد. پادشاه جونگچون، ۵٫۰۰۰ سواره نظام را برای مقابله با آنها به منطقه «یانگمک» اعزام نمود. نیروهای «وی» شکست خوردند و در حدود ۸٫۰۰۰ نفر از آنها نیز کشته شدند. بدین ترتیب قدرت گوگوریوی متحد را به همگان نشان داد.

## مرگ
پادشاه جونگچون در سال ۲۷۰ میلادی و در سن ۴۶ سالگی فوت شد. او در «جونگچونجی وون» به خاک سپرده شد.

## خانواده
- پدر: پادشاه دونگچون
  - پدربزرگ: پادشاه سانسانگ
- همسرها و مسائل مربوط به آنها:
- ملکه یوانا، از قبیله یوانا.
  - پسر بی‌نام
  - شاهزاده یاگرو (مرگ ۲۹۲ میلادی)
  - شاهزاده دالگا، (ارباب استان آنگوک، مرگ ۲۹۲ میلادی) - ظاهری فضیلت‌انگیز داشت که باعث شد او توسط پادشاه بنگسانگ کشته شود.
  - شاهزاده ایلو (مرگ ۲۸۶ میلادی) – توسط پادشاه سوچون کشته شد.
  - شاهزاده سوبال (مرگ ۲۸۶ میلادی) – توسط پادشاه سوچون کشته شد.
  - شاهدخت ناشناس – با میونگریم هولدو از قبیله یوانا در ازدواج کرد.
- بانو گوانا (مرگ ۲۵۱)، از قبیله گوانا؛ گفته می‌شود که چهره زیبایی داشت که باعث می‌شد پادشاه بسیار او را مورد لطف قرار دهد، اما در حدود ۲۵۱ کشته شد.